# Flavio Gastaldi
Flavio Gastaldi (Savigliano, 1º luglio 1991) è un politico italiano.

## Biografia
Iscritto alla Lega Nord fin dal 2006, ha ricoperto diversi ruoli nel Movimento Giovani Padani: nel 2009 è coordinatore cittadino di Fossano, nel 2012 passa a coordinare il movimento in provincia di Cuneo per approdare al coordinamento regionale del Piemonte nel 2016. Dal 2019 è commissario della Lega Giovani Piemonte, evoluzione del movimento giovanile dopo la nascita della Lega per Salvini Premier.

### Elezione a deputato
Alle elezioni politiche del 2018 viene candidato nel collegio uninominale di Cuneo per la Camera dei deputati, per la coalizione di centro-destra in quota Lega. Viene eletto con 76.607 voti.
Il 27 maggio 2019 viene eletto sindaco di Genola (Cuneo), di cui era stato consigliere comunale dal 2014, col 66,07% dei voti. Assume la carica il giorno seguente. 
Alle elezioni politiche del 25 settembre 2022 è ricandidato nel collegio proporzionale di Torino ma non viene rieletto.